# Grégoire Yachvili
Pour les articles homonymes, voir Yachvili.
Pas d'image ? Cliquez ici

a Compétitions nationales et continentales officielles uniquement.

b Matchs officiels uniquement.
Dernière mise à jour le 13 mai 2010.
Grégoire Yachvili (en géorgien : გრიგორი იაშვილი), né le 30 mai 1977 à Brive-la-Gaillarde (Corrèze, France), est un joueur de rugby français d'origine géorgienne évoluant au poste de troisième ligne (1,90 m pour 93 kg). Il porte les couleurs de l'équipe de Géorgie.
Deux ans après la fin d'une carrière de troisième ligne aile bien remplie, marquée par une participation à la Coupe du monde 2003 avec la Géorgie et quatre saisons en Pro D2 sous les couleurs de l'Union Bordeaux Bègles, Grégoire Yachvili, le frère aîné de Dimitri, commence une nouvelle vie, à savoir celle d'entraîneur des avants du CA Lormont.
Il est le fils de Michel Yachvili (joueur de rugby à XV d'origine géorgienne) et d'une mère d'origine arménienne, le frère aîné de Dimitri Yachvili, international français de rugby à XV et de Charles-Édouard Yachvili (it) (également joueur). Son grand-père, Charles, est un soldat géorgien de l'Armée soviétique pendant la Seconde Guerre mondiale, qui est fait prisonnier par la Wehrmacht et envoyé en camp. Après s'être échappé, il se retrouve dans le Limousin où il participe aux mouvements de résistance de la province et où il s'installe définitivement après la fin des hostilités. Le grand-père maternel de Grégoire et Dimitri Yachvili, Alexandre Markarian, est talonneur du CA Brive des années 1950.

## Carrière de joueur

### En club
- Racing Rugby Club de Nice
- Union sportive testerine
- CA Bègles Bordeaux
- Métro Racing 92
- 2005-2009 : Union Bordeaux Bègles
- 2009 : Union athletique libournaise rugby
- 2014 Il est entraîneur du Club athlétique Lormont Hauts de Garonne en Fédérale 1

### En équipe nationale
- Il a disputé son premier match avec l'équipe de Géorgie le 4 février 2001 contre l'équipe des Pays-Bas.

## Palmarès
- 12 sélections en équipe de Géorgie depuis 2001 (2 essais)
- Sélections par année : 3 en 2001, 9 en 2003
- Participation à la Coupe du monde 2003 (matchs contre l'Angleterre, les Samoa et l'Uruguay).